# Temple (Londra)

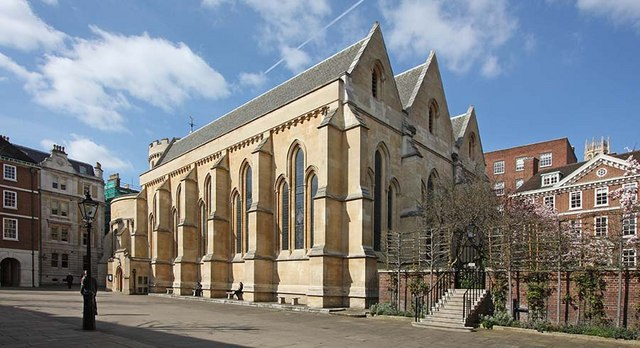
Temple Church

Temple è una zona del centro di Londra nei pressi di Temple Church ed è uno dei principali distretti giuridici della capitale, sia storico che attuale. L'area di Temple della City of London è costituita da Inner Temple e Middle Temple, due dei quattro Inns of Court e agisce come autorità locale al posto della City of London Corporation nell'area sotto la sua giurisdizione. 
Le Royal Courts of Justice si trovano a nord della stazione della metropolitana di Temple che si trova ad ovest della City of Westminster. L'ampia zona di Temple è delimitata dal Tamigi (Victoria Embankment) a sud, da Surrey Street a ovest, dallo Strand e Fleet Street a nord, e da Carmelite Street e Whitefriars Street ad est.
Contiene molti studi di barrister, uffici di solicitors e diverse istituzioni giuridiche come l'Employment Appeal Tribunal. L'International Institute for Strategic Studies ha la sua sede all'Arundel House.

## Toponimo
Il nome era presente nel XII secolo come Novum Templum (nuovo Tempio) e derivava dalla chiesa dei cavalieri Templari. L'Old Temple si trovava ad Holborn. Il nome è condiviso con Inner Temple, Middle Temple, Temple Church e Temple Bar.

## Storia
Temple era in origine il territorio dei Templari la cui Temple Church era stata denominata in onore del Tempio di Salomone di Gerusalemme. I Cavalieri avevano due sale, che oggi sono Middle Temple Hall e Inner Temple Hall. Solo l'Inner Temple Hall conserva elementi della sala medievale.
Dopo lo scioglimento del corpo dei cavalieri Templari, nel 1312, il papa concesse i loro beni ai Cavalieri Ospitalieri.  re Edoardo II ignorò le richieste dei Cavalieri Ospitalieri, e divise il Temple in Inner Temple e Outer Temple essendo le parti del tempio dentro e fuori dai confini della City di Londra, rispettivamente. Solo nel 1324 venne riconosciuta, ai Cavalieri Ospitalieri, la proprietà dell'Inner Temple; ma anche allora Edoardo II conferì la proprietà al suo preferito,  Hugh Despencer, a dispetto dei diritti dei Cavalieri. Alla morte di Hugh, nel 1326, l'Inner Temple passò prima al sindaco di Londra e poi nel 1333 a un certo William de Langford, dipendente del re, con un contratto di locazione di dieci anni.
Nel 1337 i Cavalieri fecero una petizione al re, allora  Edoardo III, contro la concessione del terreno consacrato a un laico. Di conseguenza, l'Inner Temple venne diviso tra terra consacrata a est e terra non consacrata a ovest. La parte orientale continò ad essere chiamata Inner Temple mentre quella occidentale divenne nota come Middle Temple. Langford continuò a tenere Middle Temple a canone ridotto. Nel 1346, la locazione di Langford andò a scadere e i Cavalieri Ospitalieri locarono sia il Middle che l'Inner Temple agli avvocati di St George Inn e di Thavie Inn, rispettivamente. Comunque gli avvocati avevano già popolato il Temple dal 1320, quando apparteneva al conte di Lancaster.
Quando anche il corpo dei Cavalieri Ospitalieri venne sciolto da  Enrico VIII a seguito della  Riforma, gli avvocati rimasero inquilini della Corona per un canone annuo di £ 10 per ogni società (Inner e Middle Temple). Il loro possesso attuale risale ad una concessione di  Giacomo I del 1608. Originariamente una concessione di tassa agricola, venne rilevata da  Carlo II, che diede agli avvocati il titolo assoluto.
L'area di Outer Temple venne concessa al vescovo di Exeter, e, infine, acquistata dal conte di Essex, Robert Devereux, che diede il suo nome a Essex Street e Devereux Court, oltre che ad Essex Court nel Middle Temple.
L'area di Temple si allargò quando sul Tamigi venne realizzato il Victoria Embankment, acquisendo terre a sud che in precedenza si trovavano all'interno della zona di marea del fiume. Le rive originarie del fiume si possono chiaramente vedere dall'abbassamento del livello del suolo, ad esempio negli Inner Temple Gardens o nelle scale in fondo ad Essex Street.
L'area subì molti danni a causa delle incursioni aeree nemiche durante la seconda guerra mondiale e molti degli edifici, in particolare a Inner Temple' e Middle Temple, dovettero essere ricostruiti. Anche Temple Church subì notevoli danni e dovette essere ricostruita. Tuttavia la zona è ancora ricca di monumenti classificati di Grade 1

## Inner Temple e Middle Temple

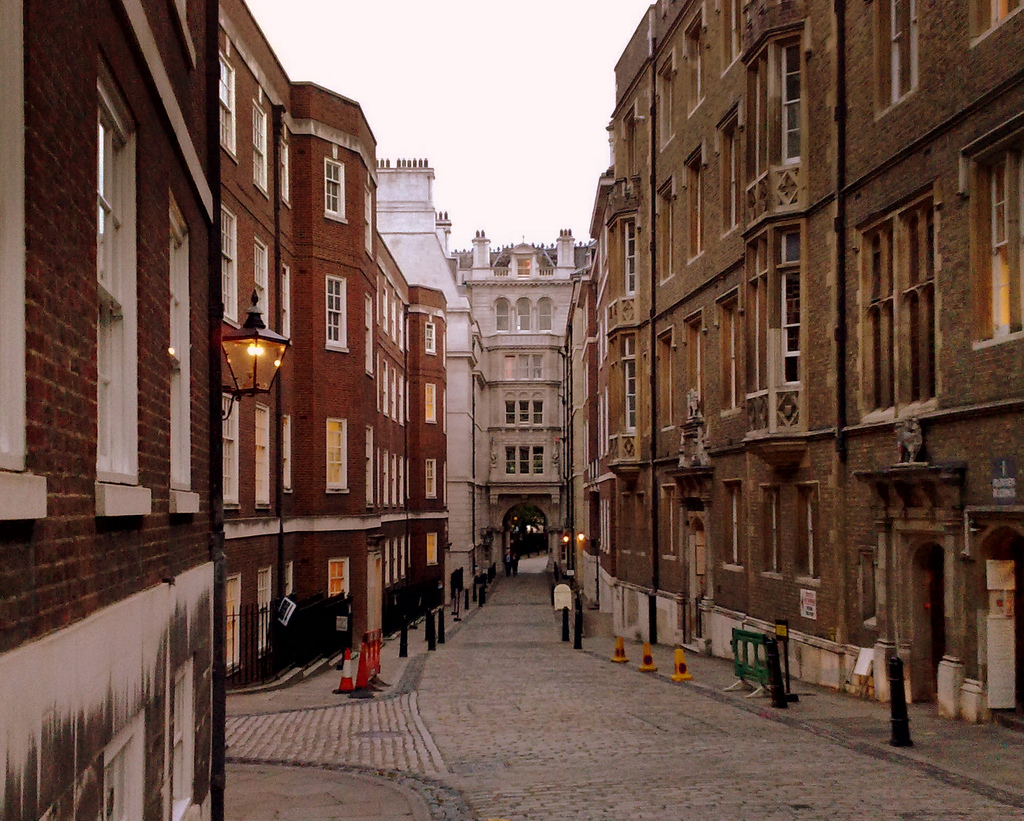
Middle Temple Lane – gli edifici sono occupati dagli studi dei barristers.

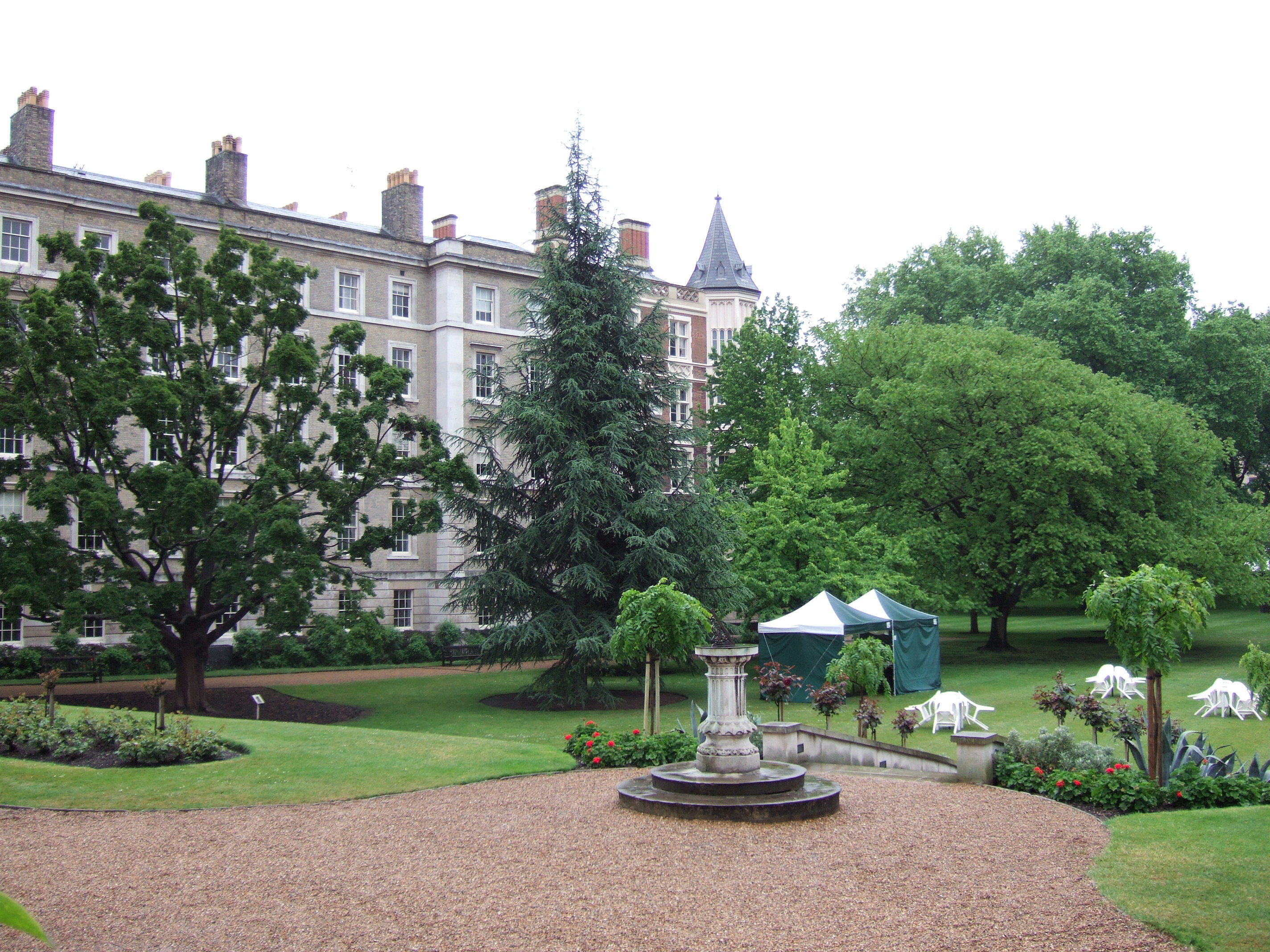
Parte di Inner Temple Garden ed edifici circostanti.

Il nucleo principale del distretto si trova nella City of London ed è costituita dagli Inns of Court: Inner Temple (ad est) e Middle Temple (ad ovest). La Temple Church è grosso modo centrale tra i due ed è disciplinata da ciascuno di essi.
Ogni Inns ha il proprio giardino, sala da pranzo, biblioteca e uffici amministrativi, tutti ubicati nella loro zona di Temple. La maggior parte del territorio è, invece, occupato da edifici in cui si trovano gli studi degli avvocati.
Vi fu una lunga controversia tra i due Inn, su chi fosse il più antico e dovesse quindi avere la precedenza sugli altri. La questione venne risolta nel 1620, quando un tribunale di quattro giudici deliberò che tutte e quattro gli Inn dovevano essere uguali, "nessuno doveva avere diritto di precedenza sugli altri."
Fino al XX secolo, molti degli studi di Temple erano anche residenze degli avvocati; tuttavia, la mancanza di spazio per scopi professionali limitò gradualmente il numero di alloggi residenziali ai piani superiori, che sono in gran parte occupati da avvocati senior e giudici, molti dei quali li utilizzano come pied-à-terre, avendo la loro casa di famiglia fuori Londra. (Ci sono anche un numero limitato di uffici riservati ai nuovi avvocati che effettuano il Corso di Formazione Professionale.) Questo, unito ad un generale spostamento della popolazione dalla City di Londra, ha fatto di Temple una zona molto più tranquilla al di fuori dell'orario di lavoro, rispetto a quello che appare, ad esempio, nei romanzi di Charles Dickens, che spesso alludono a Temple. Oggi, circa un quarto degli edifici di Inner Temple e Middle Temple hanno alloggi residenziali, e la politica di pianificazione attuale è quella di conservare questa situazione, ove possibile, per mantenere il carattere speciale "collegiale" degli Inns of Court.
Vi è anche un edificio del XIX secolo, chiamato "The Outer Temple", situato tra Essex Court e Strand, appena fuori dai confini di Middle Temple con la City of Westminster, ma non fa parte delle moderne Inns of Court, ha proprietari estranei ai sistema giudiziario e non ha relazione con lo storico ex Outer Temple inn.
Un'area nota come Serjeant's Inn era formalmente fuori da Temple, anche se un tempo era occupata da avvocati. Comunque è stata recentemente acquistata dall'Inner Temple (è adiacente e collega King's Bench Walk all'Inner Temple) ed ora è occupata da molti studi legali.

### Liberty
Inner Temple e Middle Temple sono due delle poche rimaste liberties, antico nome di divisioni geografiche. Esse sono indipendenti, aree extra parrocchiali, storicamente non governate dalla City of London Corporation e fuori anche dalla giurisdizione ecclesiastica del vescovo di Londra. Sono oggi considerate come autorità locali per la maggior parte degli scopi, ma possono delegare funzioni al Common Council of the City of London, come previsto dal Temples Order 1971. Esse geograficamente ricadono entro i confini e le libertà della City di Londra, ma possono essere considerate enclavi indipendenti.
Il confine meridionale della liberty di Temple era la riva naturale del Tamigi fino al Victoria Embankment che fu costruito nel periodo 1865-1870. Rimase tale, nonostante questo notevole lavoro di ingegneria, il che significò che Inner e Middle Temple persero l'accesso al Tamigi (I confini delle liberty di Inner e Middle Temple non sono cambiati nei secoli, anche se entrambe oggi hanno proprietà appena oltre il confine delle loro liberty.) Il Victoria Embankment (che è un'importante arteria con una linea della metropolitana che le passa sotto) non risulta pertanto far parte di Inner o Middle Temple - dato che il confine meridionale corre oggi lungo la recinzione di confine, dove i Temple gardens incontrano la strada di Victoria Embankment, più o meno dove era in origine la riva del Tamigi. Il confine meridionale della City of London, corre lungo il centro del letto del Tamigi stesso.

## Stazione della metropolitana di Temple e imbarcadero

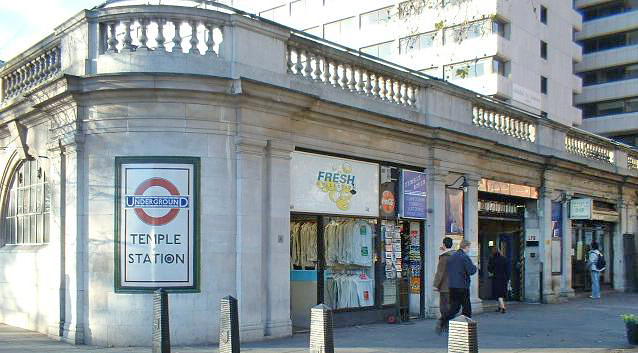
Stazione della metropolitana di Temple.

Temple ha dato il nome alla stazione della metropolitana omonima, sulle linee District (verde) e Circle (gialla), situata a sud-ovest dell'area, tra Temple Place e Victoria Embankment. Vi è anche il Temple Pier (molo sul fiume) sul Victoria Embankment, situato vicino alla stazione della metropolitana nelle immediate vicinanze dei confine Westminster-City of London; la HQS Wellington si trova ancorata in permanenza li.